# Unleash the Dragon
Unleash the Dragon é o álbum de estreia de Sisqó, lançado em 30 de Novembro de 1999. É o primeiro álbum de Sisqó após sua saída do grupo Dru Hill. O álbum foi lançado pela Def Soul Records e pela Dragon Records. Os maiores sucessos do álbum foram "Thong Song" e "Incomplete".

## Faixas
1. "Unleash the Dragon" (featuring Beanie Sigel) — 3:53
2. "Got to Get It" (featuring Make It Hot) — 2:54
3. "Is Love Enough" (featuring LovHer) — 4:33
4. "2nite" (Interlude) — 1:21
5. "How Can I Love U 2nite" —5:08
6. "Your Love Is Incredible" — 4:10
7. "Thong Song" — 4:14
8. "So Sexual" — 3:55
9. "Incomplete" — 4:34
10. "Addicted" — 4:48
11. "Dru World Order" (Interlude) (Dedicado ao Dru Hill) — 1:20
12. "Enchantment Passing Through" (participação Dru Hill, e Aida) — 5:43
13. "You Are Everything (Remix)" (participação Dru Hill e Ja Rule) — 4:16